# Michał Żórawski

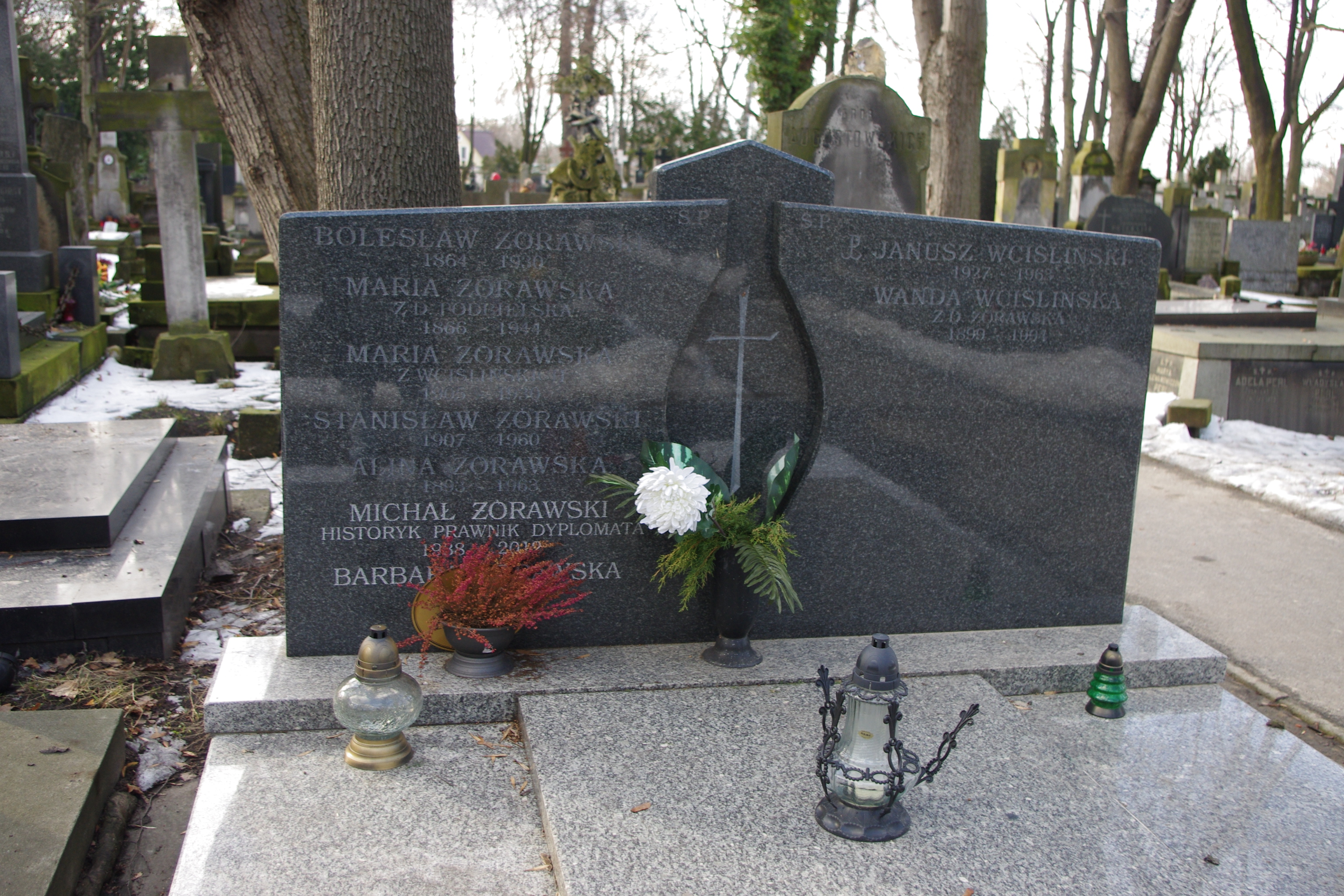
Grób dyplomaty Michała Żórawskiego na cmentarzu Powązkowskim w Warszawie

Michał Wincenty Żórawski (ur. 25 września 1938, zm. 27 marca 2012 w Józefowie) – polski dyplomata, pierwszy konsul III RP W Moskwie, konsul generalny, Minister Pełnomocny w Moskwie, Królewcu i Charkowie. 

## Życiorys
Ukończył studia historyczne na Uniwersytecie Warszawskim i prawo.
W stanie wojennym pracował jako kierowca taksówki bagażowej. Był działaczem Komitetu Obywatelskiego przy Lechu Wałęsie.
W latach 1990–1996 był konsulem generalnym w Rosji (Moskwa), 1996–1997 p.o. konsula generalnego w Królewcu, a w latach 1998–2003 konsulem generalnym RP w Charkowie.
W okresie służby dyplomatycznej zajmował się wyjaśnianiem prawdy katyńskiej i pomocą Polakom na Wschodzie. Przy pomocy zaprzyjaźnionych dziennikarzy (Leona Bójki z Gazety Wyborczej i Gennadija Żaworonkowa z „Moskowskich Nowosti”) udało mu się m.in. ustalić, że jeńcy uwięzieni w Starobielsku spoczywają pod Charkowem, na Ukrainie.
Zajmował się także poszukiwaniem śladów Polaków aresztowanych przez NKWD. Przyczynił się m.in. do odnalezienia grobów polskich oficerów w Miednoje, a także ustalenia miejsc pochówku przywódców Polski Podziemnej (na cmentarzu Dońskim w Moskwie) dowódcy AK gen. Leopolda Okulickiego i Stanisława Jasiukowicza – wicepremiera, zastępcy Delegata Rządu RP na kraj (skazanych w tzw. procesie „szesnastu” w Moskwie w 1945), a także grobu ostatniego Komendanta Okręgu AK Lublin płk. Kazimierza Tumidajskiego. Odnalazł też mogiłę szwedzkiego dyplomaty Raoula Wallenberga, który uratował w 1944 w Budapeszcie tysiące Żydów.
Po wielomiesięcznych poszukiwaniach, w maju 1992, udało mu się odzyskać jedenaście sztandarów polskiego wojska zdobytych przez Armię Radziecką po 17 września 1939. 
Postanowieniem prezydenta Bronisława Komorowskiego z 30 marca 2011 został odznaczony Krzyżem Oficerskim Orderu Odrodzenia Polski „za wybitne zasługi w upowszechnianiu prawdy katyńskiej”, którym udekorowano go w czasie uroczystości 4 kwietnia 2011. Był wyróżniony także medalem za pomoc Kościołowi katolickiemu na Wschodzie. W maju 2009 uhonorowany został „Medalem Dnia Pamięci Ofiar Zbrodni Katyńskiej”.
W 2007 opublikował książkę „Moskwa 1990 – 1996. Wspomnienia pierwszego konsula III RP w Moskwie” (Warszawa: Agencja Wydawnicza „Cinderella Books”, 2007, ISBN 83-7339-058-8, ISBN 83-7339-053-7 seria Bez Retuszu).
Miał żonę i dwie córki. 
Pochowany został 3 kwietnia 2012 na cmentarzu Powązkowskim w Warszawie (kwatera 49-1-1/2).